# Sehnsucht (Rammstein)
Sehnsucht è il secondo album in studio del gruppo musicale tedesco Rammstein, pubblicato il 22 agosto 1997 dalla Motor Music.

## Descrizione
Il disco si compone di undici brani, tra cui i singoli Engel e Du hast, che hanno permesso al gruppo di ottenere maggiore notorietà nel resto dell'Europa. Per l'album sono state realizzate sei copertine differenti, ognuna delle quali ritraenti un componente della formazione:
- Christoph Schneider ha due oggetti che lo costringono a spalancare la bocca.
- Till Lindemann ha delle forchette poste sugli occhi che gli impediscono la vista ed un porta uovo che gli impedisce di aprire la bocca.
- Richard Kruspe ha degli organi metallici che gli impediscono la vista.
- Christian Lorenz ha un oggetto che gli impedisce di aprire la bocca.
- Oliver Riedel ha una benda sulla fronte e delle punte metalliche filettate all'altezza delle guance.
- Paul Landers ha una spatola incastrata in bocca.

## Tracce
Testi e musiche di Rammstein.
1. Sehnsucht – 4:04
2. Engel – 4:24
3. Tier – 3:46
4. Bestrafe mich – 3:36
5. Du hast – 3:54
6. Bück dich – 3:21
7. Spiel mit mir – 4:45
8. Klavier – 4:22
9. Alter Mann – 4:22
10. Eifersucht – 3:35
11. Küss mich (Fellfrosch) – 3:30

Tracce bonus (Giappone, Stati Uniti)
1. Engel (English Version) – 4:25
2. Du hast (English Version) – 3:54

Traccia bonus nella riedizione del 2023
1. Spiel mit mir (2023 Mix) – 4:48

## Formazione
Gruppo
- Till Lindemann – voce, programmazione
- Richard Kruspe – chitarra, programmazione
- Paul Landers – chitarra, programmazione
- Oliver Riedel – basso, programmazione
- Christoph "Doom" Schneider – batteria, programmazione
- Christian "Doktor Flake" Lorenz – tastiera, programmazione

Altri musicisti
- Marc Stagg – programmazione aggiuntiva
- Bobo – voce femminile

Produzione
- Jacob Hellner – produzione
- Rammstein – produzione
- Ronald Prent – missaggio

## Classifiche
| Classifica (1997-2023) | Posizione massima |
| ---------------------- | ----------------- |
| Australia              | 25                |
| Austria                | 1                 |
| Belgio (Fiandre)       | 46                |
| Belgio (Vallonia)      | 106               |
| Finlandia              | 16                |
| Francia                | 76                |
| Germania               | 1                 |
| Lituania               | 7                 |
| Nuova Zelanda          | 23                |
| Paesi Bassi            | 28                |
| Slovacchia             | 21                |
| Svezia                 | 15                |
| Svizzera               | 3                 |
| Ungheria               | 28                |